# Thopeutis galleriellus
Thopeutis galleriellus is een vlinder uit de familie grasmotten (Crambidae). De wetenschappelijke naam is voor het eerst geldig gepubliceerd in 1892 door Ragonot.
De soort komt voor in Europa.